# 崖州区
崖州区（がいしゅう-く）は中華人民共和国三亜市に位置する市轄区。

## 地理
市域の西部にある。

## 歴史
2014年2月、三亜市崖城鎮が廃止され、その区域をもって崖州区が設置された。

## 行政区画
下部に7社区、24村を直接に管轄する。
- 社区：東関社区、雀信社区、東京社区、中和社区、竜港社区、文明社区、梅聯社区
- 村：城東村、拱北村、崖城村、城西村、水南村、大蛋村、南山村、抱古村、北嶺村、赤草村、港門村、乾隆村、臨高村、保平村、塩竈村、海棠村、梅東村、長山村、鳳嶺村、三公里村、梅西村、三更村、鎮海村、雅安村

## 交通

### 鉄道
- 中国鉄路総公司
  - 海南西環高速鉄道

（海口方面）- 崖州駅 -（三亜方面）
  - 海南西環線

（海口方面）- 崖州駅 - 南山北駅 -（三亜方面）

### 道路
- 高速道路
  - 海南地区環線高速道路
- 国道
  - G225国道